# Кот Базилио
Кот Бази́лио — кот, персонаж сказки А. Н. Толстого «Золотой ключик, или Приключения Буратино». Имя придумано автором как итальянский вариант наиболее популярной в России клички для котов Васька. Его роль в кинофильме «Приключения Буратино» исполняет Ролан Быков.
В сказке Буратино ещё до встречи с котом-мошенником повстречался другой кот, также носящий имя Базилио.

…он увидел двух нищих, уныло бредущих по пыльной дороге: лису Алису, ковыляющую на трёх лапах, и слепого кота Базилио.

Это был не тот кот, которого Буратино встретил вчера на улице, но другой — тоже Базилио и тоже полосатый. Буратино хотел пройти мимо, но лиса Алиса сказала ему умильно:

— Здравствуй, добренький Буратино! Куда так спешишь?

## Характер персонажа
Кот Базилио, как и его сообщница Лиса Алиса — отъявленный мошенник и является отрицательным персонажем. Для сбора милостыни прикидывается слепым нищим. При этом он заметно глупее Алисы и в результате более комичен, чем она.
С целью наживы Алиса и Базилио пытаются добыть пять золотых монет, которые Буратино получил от Карабаса-Барабаса.
Кот Базилио — также персонаж продолжения сказки про Буратино — «Буратино в Изумрудном городе». Работал укротителем мышей и крыс в театре Карабаса Барабаса; затем был вынужден покинуть город Тарабарск.